# دهه ۱۹۱۰ (میلادی)

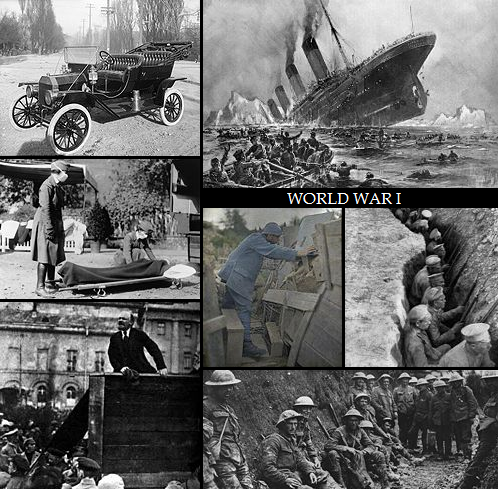

دهه ۱۹۱۰ (میلادی) صد و نود و یکمین دهه تقویم میلادی است.

## نگارخانه

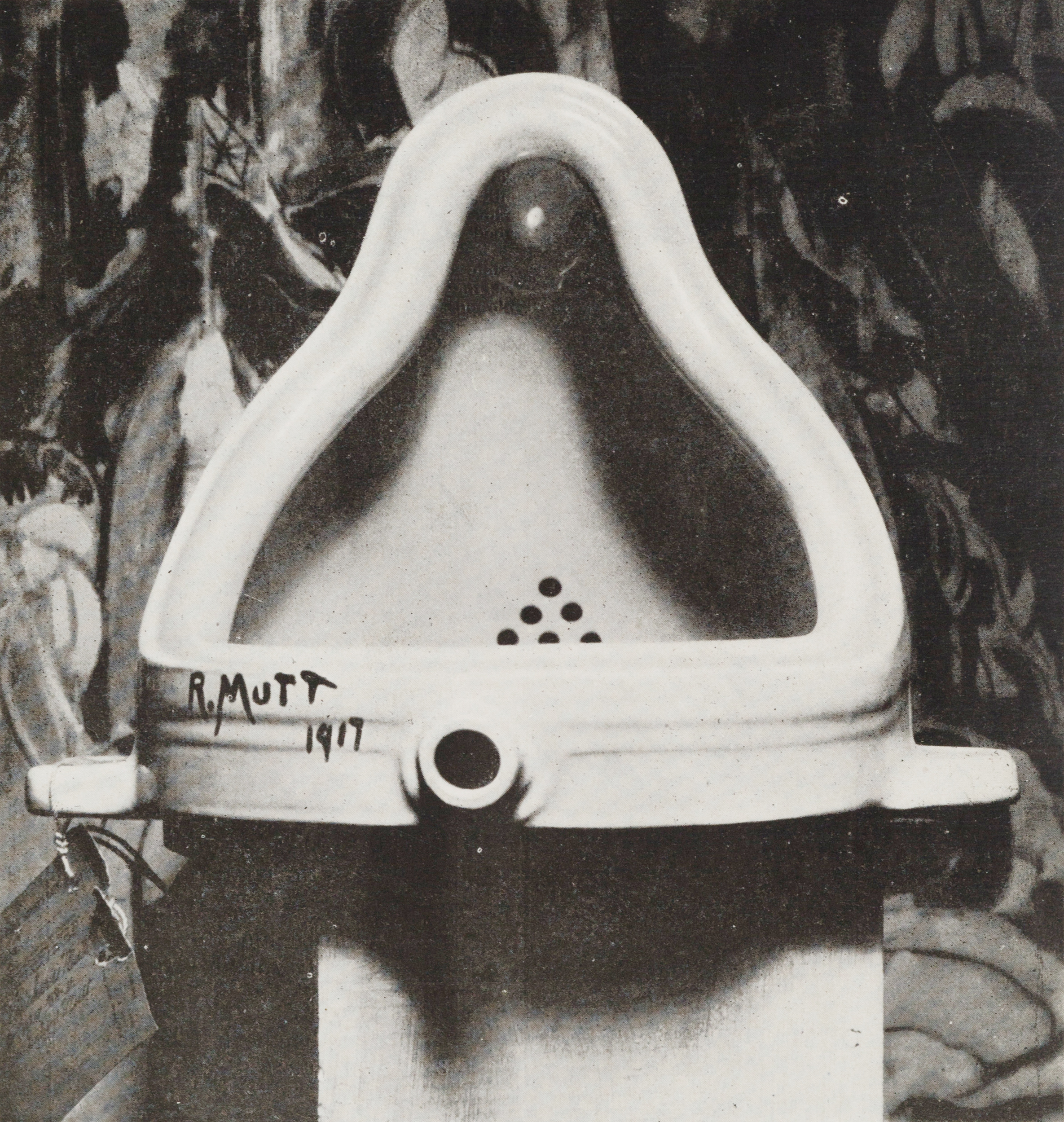
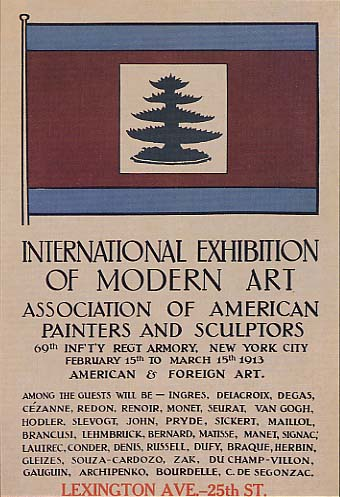

## درگذشتگان
‎
- marcy polinkèn 1899-1910